# 克斯廷·欣策
克斯廷·欣策（德語：Kerstin Hinze，20世纪—），德国女子赛艇运动员。她曾代表东德参加英国诺丁汉举行的1986年世界赛艇锦标赛，获得女子四人双桨金牌。